# Rudolf Hagelstange

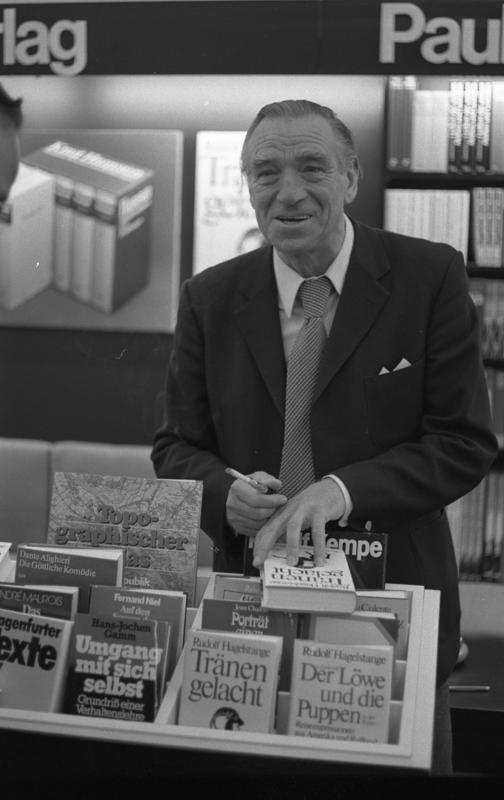
Rudolf Hagelstange auf der Frankfurter Buchmesse 1977

Rudolf Hagelstange (* 14. Januar 1912 in Nordhausen; † 5. August 1984 in Hanau) war ein deutscher Schriftsteller.

## Leben
Hagelstange besuchte das humanistische Gymnasium in Nordhausen, studierte von 1931 bis 1933 Philologie und Leibesübungen in Berlin und unternahm 1933 und 1936 zwei längere Reisen auf den Balkan. Von 1936 bis 1938 volontierte er bei der Nordhäuser Zeitung, wo er ab 1939 als Feuilletonredakteur fungierte. 1938 wurde er Mitteldeutscher Meister im Stabhochsprung.
1939 besuchte er die Reichspresseschule. Während des Zweiten Weltkrieges, der ihn 1940 nach Frankreich führte, war er bei der Nachrichtentruppe, 1944 Kriegsberichterstatter in Frankreich und Italien. Als er aus amerikanischer Kriegsgefangenschaft zurückkam, veröffentlichte er seinen ersten Gedichtband mit 35 Sonetten: Venezianisches Credo. Nach einem Jahr in Nordhausen übersiedelte er nach Westfalen (Hemer im Sauerland) und 1948 dann an den Bodensee (Wohnsitz in Unteruhldingen). 1968 zog er ins Elsass. Von 1971 bis zu seinem Tod im Jahr 1984 lebte er in Erbach (Odenwald) und ist dort auch beerdigt worden.
Sein Werk ist breit gefächert; er war als Herausgeber, Lyriker, Romancier und Essayist tätig.

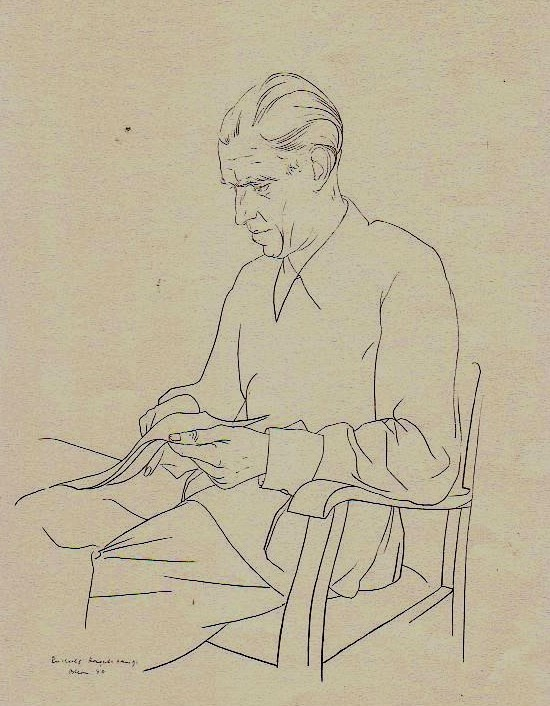
Zeichnung von Joachim Lutz 1949

Daneben vertrat er auf vielen Auslandsreisen die deutsche Nachkriegsliteratur. Zusammen mit Hans Erich Nossack war Hagelstange 1961 als Repräsentant der bundesdeutschen Schriftsteller auf der Feier zum 100. Geburtstag von Rabindranath Tagore in Neu-Delhi. Als Chronist der Olympischen Spiele fuhr er 1960 nach Rom und 1964 nach Tokio. In den 1980er Jahren stand er dem Bundesverband Deutscher Autoren vor.
Seit 1992 trägt die Stadtbibliothek in Nordhausen seinen Namen.

## Credo
„Ich habe vermutlich die besten und reichsten und fruchtbarsten Jahre meines Daseins am Bodensee gelebt. Meine »schwesterliche« Heimat, den Harz, habe ich nie oder nur im Zusammenhang mit der Wahlheimat, dem Bodensee, gerühmt. Oder »besungen«. Und sind solche rühmenden Gedichte im Grunde nicht – Liebesgedichte?“

## Auszeichnungen und Ehrungen
- 1950: Mitglied der Deutschen Akademie für Sprache und Dichtung
- 1952: Deutscher Kritikerpreis
- 1956: Julius-Campe-Preis für Spielball der Götter
- 1957: Stipendium als Studiengast der Deutschen Akademie Rom Villa Massimo
- 1980: Deidesheimer Turmschreiber
- 1982: Großes Verdienstkreuz mit Stern der Bundesrepublik Deutschland
- 1982: Ludwig-Wolker-Plakette

In Hanau, wo er bei einem Aufenthalt im Gartenhaus einer Freundin starb, wurde ein Weg nach ihm benannt. Auch München hat bereits 1985 eine Straße im Stadtteil Oberföhring seinem Gedächtnis gewidmet.

## Werke
- Ich bin die Mutter Cornelias, Erzählung. Zeichnungen Friedrich Graf, Verlag Haacke, Nordhausen 1939.
- Es spannt sich der Bogen, Gedichte. Rupert-Verlag, Leipzig und Darmstadt 1943. Weitere Auflagen folgten nach 1945.
- Allegro. Ein italienischer Bilderbogen mit Versen. Helmut Bibow mit Versen von Rudolf Hagelstange. Hrsg.: Einheit 43402. Im Rahmen der Truppenbetreuung im von den Deutschen besetzten Italien erschienen bei Mondadori, Verona 1944.
- Venezianisches Credo, Sonette. Officina Bodoni, Verona 1945 [Diese Auflage war offenbar noch vor Ende des Krieges im besetzten Italien erschienen.]
- Venezianisches Credo, Sonette. Insel Verlag, Wiesbaden 1946 [Erstausgabe in Deutschland. Parallel erschien eine Ausgabe in der Insel-Niederlassung in Leipzig.]
- Strom der Zeit, Gedichte. Insel Verlag, Wiesbaden 1948.
- Meersburger Elegie. Mit einer Zeichnung von Fritz Deringer. Tschudy-Verlag, St. Gallen 1950.
- Balthasar, Erzählung. Mit 8 Original-Holzschnitten von Frans Masereel. Tschudy-Verlag, St. Gallen / Wiesbaden, Insel Verlag 1951.
- Ballade vom verschütteten Leben. Insel Verlag, Wiesbaden 1952.
- Zwischen Stern und Staub, Gedichte. Insel Verlag, Wiesbaden 1953.
- Es steht in unserer Macht. Gedachtes und Erlebtes, Essays. München, Piper 1953.
- Rudolf Hagelstange spricht: Venezianisches Credo. Schallplatte, Christophorus-Verlag, Freiburg 1958.
- Das Lied der Muschel, Reisetagebuch. Piper, München 1958.
- Offen gesagt: Aufsätze und Reden. 1958.
- Die Nacht Mariens. Ein Weihnachtsbuch. Illustriert von Carlos Duss. Verlag Die Arche, Zürich 1959.
- Spielball der Götter. Aufzeichnungen eines trojanischen Prinzen, Roman. Hoffmann und Campe, Hamburg 1959 [Ausgezeichnet mit dem Julius-Campe-Preis.]
- Die Puppen in der Puppe. Eine Russlandreise. Hoffmann und Campe, Hamburg 1963.
- Zeit für ein Lächeln. Heitere Prosa. Hoffmann und Campe, Hamburg 1966 [Taschenbuch: Fischer Bücherei, Frankfurt/Main, Hamburg 1968]
- Der schielende Löwe oder How do you like America? Hoffmann und Campe, Hamburg 1967 (Es erschienen weitere Ausgaben, auch in anderen Verlagen).
- Altherrensommer, Roman. Hoffmann und Campe, Hamburg 1969 (Platz 1 der Spiegel-Bestsellerliste vom 8. Dezember 1969 bis zum 15. März 1970) [Taschenbuch: dtv, München 1972, ISBN 3-423-00812-1]
- Alleingang. 6 Schicksale. Hoffmann und Campe, Hamburg 1970, ISBN 3-455-02670-2 [Taschenbuch: dtv, München 1972, ISBN 3-423-00862-8]
- Es war im Wal zu Askalon. Dreikönigslegende. Mit 14 Linolschnitten von Eduard Prüssen. Piper, München 1971, ISBN 3-492-01911-0.
- Venus im Mars, Liebesgeschichten. Kiepenheuer & Witsch, Köln 1972 [Taschenbuch: dtv, München 1974, ISBN 3-423-01025-8. Lizenzausgabe für die Büchergilde Gutenberg: Frankfurt/Main, Wien, Zürich 1974]
- Der General und das Kind, Roman. Kiepenheuer & Witsch, Köln 1974, ISBN 3-462-01000-X [Taschenbuch: dtv, München 1976, ISBN 3-423-01222-6]
- Der große Filou. Die Abenteuer des Ithakers Odysseus. Mit Original-Holzschnitten von Karl-Heinz Hansen-Bahia. Christians Verlag, Hamburg 1975, ISBN 3-7672-0298-0.
- Reisewetter, Reisebeschreibungen. List Verlag, München 1975, ISBN 3-471-77776-8 [Taschenbuch: dtv, München 1977, ISBN 3-423-01272-2]
- Der große Filou. Die Abenteuer des Ithakers Odysseus. Mit 12 Illustrationen nach Holzschnitten von Karl-Heinz Hansen-Bahia. List Verlag, München 1976, ISBN 3-471-77799-7 [Taschenbuch: dtv, München 1979, ISBN 3-423-01431-8]
- Tränen gelacht. Steckbrief eines Steinbocks, Lebenserinnerungen. List Verlag, München 1977, ISBN 3-471-77827-6 [Taschenbuch: dtv, München 1980, ISBN 3-423-01513-6]
- Und es geschah zur Nacht. Mein Weihnachtsbuch. Mit Holz- und Linolschnitten von HAP Grieshaber. List Verlag, München 1978, ISBN 3-471-77838-1 [Taschenbuch: dtv, München 1980, ISBN 3-423-01595-0]
- Der sächsische Großvater. Mit Illustrationen von Eduard Prüssen. List Verlag, München 1979, ISBN 3-471-77845-4.
- Die letzten Nächte. Mit Illustrationen von Bernhard Kühlewein. Gütersloher Verlagshaus Mohn, Gütersloh 1979, ISBN 3-579-03733-1.
- Die letzten Nächte. Mit Radierungen von Eduard Prüssen. List Verlag, München 1981, ISBN 3-471-77850-0.
- Menschen und Gesichter. List Verlag, München 1982, ISBN 3-471-77855-1.
- Das Haus oder Balsers Aufstieg, Roman. List Verlag, München 1982, ISBN 3-471-77853-5 [Taschenbuch: Ullstein Verlag, Frankfurt/Main, Berlin, Wien 1983, ISBN 3-548-20366-3]
- Der Niedergang. Von Balsers Haus zum Käthe-Kollwitz-Heim, Roman. List Verlag, München 1983, ISBN 3-471-77861-6 [Taschenbuch: Ullstein Verlag, Frankfurt/Main, Berlin, Wien 1985, ISBN 3-548-20571-2]

## Hörspiele (Auswahl)
Als Autor
- 1952: Ballade vom verschütteten Leben – Regie: Willi Schmidt (Hörspielbearbeitung – NWDR)
- 1953: Die vier Himmel der kleinen Lu. Ein Weihnachtsspiel – Regie: Nicht bekannt (Hörspiel – SWF)
- 1955: Ein jeder Tag – Ballade zum 1. Mai – Regie: Curt Goetz-Pflug (Kurzhörspiel – SFB)
- 1967: Wo bleibst du Trost – Regie: Ferry Bauer (Hörspiel – ORF Oberösterreich)

Als Hörspielbearbeiter
- 1954: Helmut Gollwitzer: Kreuzweg der Gefangenen – Regie: Hans Bernd Müller (Hörbild, Hörspielbearbeitung – SFB)

Als Übersetzer aus dem Italienischen
- 1957: Angelo Poliziano: Die Tragödie des Orpheus – Regie: Gustav Burmester (Hörspielbearbeitung – NDR)

Quellen: ARD-Hörspieldatenbank und Ö1-Hörspieldatenbank